# Gauromydas
Gauromydas  (лат.) — род крупных мух из подсемейства Mydinae (Mydidae). 6 видов.

## Распространение
Неотропика: Аргентина, Боливия, Бразилия, Колумбия, Коста-Рика, Суринам, Гайана, Парагвай, Французская Гвиана.

## Описание
Коренастые мухи, основная окраска тела чёрная. Среди видов рода таксон Gauromydas heros (Perty, 1833), один из крупнейших среди всех представителей отряда двукрылые (Diptera), достигает в длину до 6 см, а размах крыльев более 10 см.
Длина первого членика задней лапки почти равна длине второго и третьего членика вместе взятым и всегда длиннее чем пятый членик (тарзомер 5). Задняя голень с хорошо развитым вентральным килем и апикальной шпорой, размер которой всегда больше ширины первого членика задней лапки. Биология мало изучена, имаго редки. Самцы посещают цветы, а самки видимо вообще не питаются. Личинки обитают в муравейниках муравьёв-листорезов рода  Atta Fabricius, 1804 (Formicidae, Myrmicinae, Attini). Окукливание происходит в почве. Предполагается, что эти крупнейшие мухи мимикрируют крупным дорожным осам рода Pepsis (Hymenoptera: Pompilidae) по типу Бейтсовской мимикрии.

## Систематика
6 видов. Род был впервые выделен в 1989 году американскими энтомологами Джозефом Уилкоксом (Joseph Wilcox, США), Нельсоном Папаверо (Nelson Papavero, Бразилия) и Терезинья Пиментелем (Therezinha Pimentel, Бразилия) на основании видов из рода Mydas.
- Gauromydas apicalis (Wiedemann, 1830) — Бразилия
  - = Gauromydas annulicornis (Westwood, 1841)
  - = Gauromydas bonariensis (Guerin-Meneville, 1835)
- Gauromydas autuorii (Andretta, 1951) — Бразилия, Уругвай
- Gauromydas heros (Perty, 1833) — Боливия, Бразилия, Колумбия, Парагвай
  - = Gauromydas praegrandis (Austen, 1909)
- Gauromydas mateus Calhau, Lamas and Nihei, 2015 — Аргентина
- Gauromydas mystaceus (Wiedemann, 1830) — Гайана, Суринам, Французская Гвиана
- Gauromydas papaveroi Calhau, Lamas and Nihei, 2015 — Аргентина, Бразилия, Коста-Рика